# Riverside (Utah)
Pour les articles homonymes, voir Riverside.
Riverside est une census-designated place du comté de Box Elder, dans l'État de l'Utah, aux États-Unis. En 2020, elle compte une population de 971 habitants.